# La Passante du Sans-Souci (film)
Cet article concerne le film de Jacques Rouffio. Pour le roman de Joseph Kessel dont il est adapté, voir La Passante du Sans-Souci (roman).
Pour plus de détails, voir Fiche technique et Distribution.
La Passante du Sans-Souci est un film français de Jacques Rouffio, sorti en 1982, adapté du roman du même titre de Joseph Kessel publié en 1936.

## Synopsis
Au cours d'une audience en vue de la libération d'un prisonnier politique, Max Baumstein, Suisse, président d'une organisation humanitaire, se met à parler allemand à son interlocuteur, l'ambassadeur du Paraguay, Federico Lego, lui demande s'il est bien Ruppert von Legaart et s'il se rappelle Elsa et Michel Wiener, puis sort une arme de sa serviette et l'abat froidement. 
Arrêté, il raconte à son épouse Lina sa vie dans l'Allemagne sous le régime nazi, puis, durant son procès, sont évoqués d'autres aspects de cette période. 
En 1933, sa famille a été martyrisée par les nazis parce que juive. Un jour, des SA lui cassent une jambe et assassinent son père sous ses yeux. Il est recueilli par les employeurs de son père, Michel et Elsa Wiener (dont Lina est le sosie). Confrontés aux menaces dont font l'objet les Juifs et les opposants au nazisme, Elsa part pour Paris avec Max tandis que Michel reste pour liquider leur patrimoine. Lorsqu'il tente de partir à son tour, il est arrêté dans le train, mais peu avant son arrestation, il a chargé un passager français de remettre une liasse de billets à Elsa à Paris. Ce passager, Maurice, représentant d'une maison familiale de vin de Champagne, s'acquitte de cette mission, puis devient un familier de Max et d'Elsa. D'abord très « neutre », il prend peu à peu conscience de ce que sont les nazis avec qui il fait des affaires. Il se rend en effet à Berlin pour voir l'avocat de Michel. Mais celui-ci a été tué et son épouse, terrorisée, a cru que Maurice était un agent provocateur de la Gestapo.
Elsa apprend que son époux a été condamné à cinq ans de camp de concentration. Pour hâter sa libération, elle se donne à un jeune diplomate allemand, Ruppert von Legaart, qui fréquente régulièrement le cabaret où elle travaille. Michel est effectivement libéré et arrive à Paris, mais lorsqu'il retrouve Elsa, tous deux sont abattus par des tueurs, en présence de Ruppert von Legaart.
Max est condamné à 5 ans de prison avec sursis. Pendant qu'elle l'attend, Lina est menacée à cause de « ton Juif» par deux individus. Pendant que Max et Lina prennent un café, un bandeau en surimpression signale au spectateur qu'ils vont être assassinés six mois plus tard.

## Fiche technique
- Titre : La Passante du Sans-Souci
- Réalisation et coadaptation : Jacques Rouffio
- Assistants réalisateur : Claire Denis, Alain Peyroliaz, Sabine Eckhard.
- Adaptation : Jacques Kirsner, d'après le roman de Joseph Kessel
- Dialogues : Jacques Kirsner
- Photographie : Jean Penzer
- Montage : Anna Ruiz
- Musique : Georges Delerue - Chanson d'exil interprétée par Talila
- Décors : Jean-Jacques Caziot, Hans-Jürgen Kiebach
- Costumes : Catherine Leterrier
- Son : William-Robert Sivel (à qui le film est dédié)
- Producteurs : Artur Brauner, Raymond Danon et Jean Kerchner producteur exécutif
- Directeur général de production : Jean Kerschner
- Directeur de production en Allemagne : Peter Hahne
- Collaboration à la production : Ralph Baum
- Sociétés de production : Elephant Productions - Les Films A2 (Paris) - CCC-Filmkunst (Berlin)
- Société de distribution : Parafrance
- Pays de production :  France,  Allemagne de l'Ouest
- Format : Couleur Eastmancolor
- Genre : Drame
- Tournage : du 12 octobre au 29 décembre 1981
- Durée : 110 minutes
- Dates de sortie : 
  - France : 14 avril 1982
  - Allemagne de l'Ouest : 22 octobre 1982
  - Allemagne de l'Est : 13 mai 1983
  - États-Unis : 14 août 1983
- Affiches : Macario Gómez Quibus (Espagne), René Ferracci (France)

## Distribution
- Romy Schneider : Elsa Wiener / Lina Baumstein
- Michel Piccoli : Max Baumstein à 60 ans, président de l'ONG Solidarité internationale
- Wendelin Werner : Max à 12 ans, protégé d'Elsa après l'assassinat de son père par les nazis
- Gérard Klein : Maurice Bouillard, négociant en champagne, amoureux d'Elsa
- Helmut Griem : Michel Wiener, mari d'Elsa, éditeur antinazi
- Mathieu Carrière : Ruppert von Legaart, attaché à l'ambassade d'Allemagne (1934), puis ambassadeur du Paraguay à Paris sous le nom de Federico Lego
- Dominique Labourier : Charlotte Maupas, l'amie et collègue entraîneuse d'Elsa
- Jacques Martin : Marcel Turco, patron du cabaret Le Rajah où travaillent Elsa et Charlotte
- Véronique Silver : la présidente du tribunal
- Pierre Michael : Maître Jouffroy
- Martine de Breteuil : le professeur de la Philharmonie des Sans-souci
- Jacques Nolot : le bistrotier du Sans-Souci qui tient à serrer la main à Max Baumstein
- Jean Reno : l'homme qui agresse verbalement Lina à la sortie du tribunal
- Maria Schell : Anna Hellwig, qui présente l'urne funéraire de son mari à Maurice
- Marcel Bozonnet : Charles Mercier
- Christiane Cohendy : Hélène Nolin
- Pierre Pernet : ?
- Alain MacMoy : l'avocat lors du procès de Max Baumstein

## Production

### Scénario
La Passante du Sans-Souci est le dernier film de Romy Schneider. C'est un projet qu'elle impulse à la suite de la lecture du roman La Passante du Sans-Souci de Joseph Kessel. À la veille du tournage, qui avait déjà été reporté de trois mois à la suite d'une blessure au pied, l'actrice subit une grave opération, l'ablation d'un rein : les assurances refusent de couvrir les risques de sa défection lors du tournage. 
Au générique de ce dernier film, une mention le dédie : « À David et son père... » (son fils David et son ex-mari Harry Meyen, lui-même ancien déporté juif allemand, tous deux décédés avant 1982).

### Casting
L'interprète du personnage de Max à 12 ans, Wendelin Werner, est devenu un grand mathématicien, lauréat en 2006 de la médaille Fields -  en mathématiques, l'équivalent du prix Nobel.
Jacques Martin imite successivement sur la scène de son cabaret Léon Blum, Benito Mussolini, Adolf Hitler et Maurice Chevalier, puis il introduit Elsa Wiener sur scène en la présentant comme le « rossignol viennois ».
Jean Reno apparaît à la fin du film lorsque, après le verdict favorable à Max Baumstein, Lina est interpellée par deux petites frappes : l'une crache sur elle, puis l'autre - Jean Reno - la prévient : « Vous ne l'emporterez pas au paradis ! », sa seule réplique.

### Tournage
Le café Sans-Souci, situé à Pigalle dans le roman de Joseph Kessel, se trouve dans le film dans le 15e arrondissement, près de la station de métro Balard, au sud-ouest de Paris, d’où une incohérence lorsque Elsa, accueillant son mari à la gare de l’Est, lui dit que le café « n’est pas loin ». 
Certaines scènes ont été tournées au restaurant parisien Bouillon Chartier, d'autres à Beausoleil (Alpes-Maritimes), ainsi qu'à Berlin.

## Distinctions
- César 1983 : 
  - César du meilleur son pour William-Robert Sivel
  - nomination au César de la meilleure actrice pour Romy Schneider
  - nomination au César du meilleur acteur dans un second rôle pour Gérard Klein
  - nomination au César de la meilleure musique originale pour Georges Delerue